# Erna Sondheim

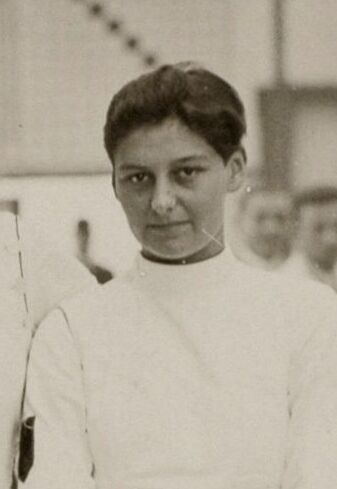
Erna Sondheim (1928)

Erna Sondheim (* 17. Februar 1904 in Gauting; † 9. Januar 2008 in Bad Reichenhall) war eine deutsche Florettfechterin. Sie gewann 1930 die Frauen-Weltspiele, 1932 die Bronzemedaille bei den Weltmeisterschaften und nahm an den Olympischen Spielen 1928 in Amsterdam teil. Sondheim focht für den Fechtclub München.

## Erfolge
1927 wurde Sondheim vierte, 1930 zweite bei den deutschen Meisterschaften im Damenflorett. Am Deutschen Turnfest 1928 in Köln beteiligte sie sich auch am Wettbewerb mit dem Degen und wurde sowohl im Damenflorett als auch im Damendegen zweite.
Bei den Olympischen Spielen 1928 in Amsterdam wurde Sondheim Vierte hinter den beiden anderen deutschen Teilnehmerinnen Helene Mayer (1.) und Olga Oelkers (3.) sowie der zweitplatzierten Britin Muriel Freeman. 1930 gewann sie die 3. Frauen-Weltspiele in Prag vor der späteren Olympiasiegerin Ilona Elek. Im Jahr 1932 fanden in Kopenhagen die ersten Internationalen Meisterschaften in der Disziplin Damenflorett-Mannschaft statt. Das deutsche Team mit Roething Lindinger, Tilly Merz, Rotraud von Wachter und Erna Sondheim belegte hier den 3. Platz hinter Dänemark und Österreich.